# Udo Lindenberg

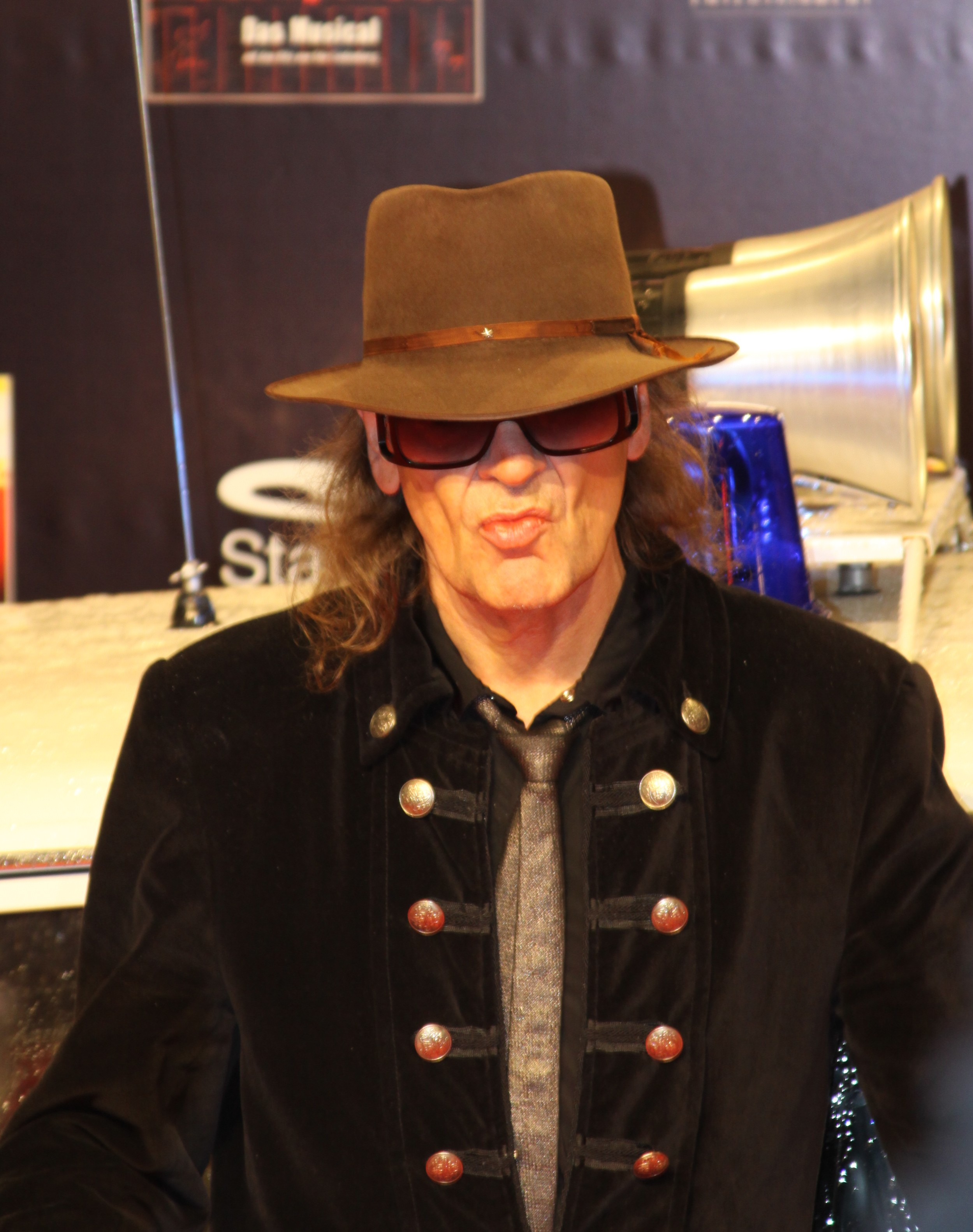
Udo Lindenberg (2011)

Udo Lindenberg (Gronau, Észak-Rajna-Vesztfália, 1946. május 17. –) német rockzenész.

## Élete
Lindenberg dobosként kezdte zenei karrierjét. Első zenekarát, a Free Orbit nevűt 1969-ben alapította meg. 1971-ben már egy másik, általa alapított zenekar, a Passport lemezén szerepelt dobosként. Ugyanebben az évben, továbbra is mérsékelt sikerrel megjelentette a Lindenberg című lemezt, amelyen már ő énekelt.
Első sikereit 1972-ben érte el a Daumen im Wind című lemezzel és a Hoch im Norden című számmal. Az igazi áttörést az 1973-as Andrea Doria című lemez és annak címadó száma, az Alles klar auf der Andrea Doria hozta meg neki. Ugyanebben az évben turnéra is indult Panikorchester nevű zenekarával.
1983-ban jött ki egyik leghíresebb dala, a Sonderzug nach Pankow, amelynek az volt az apropója, hogy a keletnémet hatóságok nem engedélyezték neki a fellépést az akkori NDK-ban.
Lindenberg számos német és nemzetközi zenésszel és énekessel működött együtt pályafutása során, köztük Eric Burdonnel, David Bowie-val Gianna Nanninivel és Nenával.
Nyilvános fellépésein hosszú évek óta kalapban és sötét napszemüvegben jelenik meg, mindkettő egyfajta védjegyévé vált.

## Kislemezek
| Year | Single                                | D   | A  | CH |
| ---- | ------------------------------------- | --- | -- | -- |
| 1981 | "Wozu sind Kriege da?"1               | 18  | —  | —  |
| 1983 | "Sonderzug nach Pankow"               | 5   | 3  | —  |
| 1987 | "Horizont"                            | 18  | —  | —  |
| 1987 | "Der Generalsekretär"                 | 60  | —  | —  |
| 1988 | "Ich lieb' dich überhaupt nicht mehr" | 33  | 3  | —  |
| 1989 | "Airport (Dich wiederseh'n ...)"      | 49  | —  | —  |
| 1991 | "Ein Herz kann man nicht reparieren"  | 29  | —  | —  |
| 1991 | "Geh nicht weg"                       | 90  | —  | —  |
| 1991 | "Club der Millionäre"                 | 39  | —  | —  |
| 1992 | "Panik-Panther"                       | 84  | —  | —  |
| 1999 | "You Can't Run Away"2                 | 74  | —  | —  |
| 2003 | "Wunder geschehen"3                   | 9   | —  | —  |
| 2005 | "Hallo Angie, das merkel ich mir"     | 100 | —  | —  |
| 2008 | "Wenn du durchhängst"                 | 10  | 41 | 67 |

D: Németország, A: Ausztria, CH: Svájc
1Udo Lindenberg & Pascal

2Freundeskreis feat. Udo Lindenberg

3Nena & Friends (Udo Lindenberg, Sasha, Ben, ...)

## Albumok
| Év   | Album                            | D  | A  | CH |
| ---- | -------------------------------- | -- | -- | -- |
| 1971 | Lindenberg                       | —  | —  | —  |
| 1972 | Daumen im Wind                   | —  | —  | —  |
| 1973 | Alles klar auf der Andrea Doria1 | 23 | —  | —  |
| 1974 | Ball Pompös1                     | 3  | —  | —  |
| 1975 | Votan Wahnwitz1                  | 3  | —  | —  |
| 1976 | Galaxo Gang1                     | 4  | —  | —  |
| 1976 | Sister King Kong1                | 8  | —  | —  |
| 1976 | Panik Udo1                       | 34 | —  | —  |
| 1977 | Panische Nächte1                 | 31 | —  | —  |
| 1978 | Lindenbergs Rock-Revue1          | 15 | —  | —  |
| 1978 | Dröhnland-Symphonie1             | 15 | —  | —  |
| 1979 | Livehaftig1                      | 15 | —  | —  |
| 1979 | Der Detektiv1                    | 22 | —  | —  |
| 1980 | Panische Zeiten1                 | 12 | —  | —  |
| 1980 | Meine Panik1                     | 17 | —  | —  |
| 1981 | Udopia1                          | 5  | —  | —  |
| 1982 | Keule1                           | 9  | —  | —  |
| 1982 | Intensivstationen1               | 16 | —  | —  |
| 1983 | Odyssee1                         | 3  | 8  | —  |
| 1983 | Lindstärke 101                   | 21 | —  | —  |
| 1984 | Götterhämmerung1                 | 3  | —  | 10 |
| 1985 | Sündenknall1                     | 11 | —  | 22 |
| 1985 | Radio Eriwahn präsentiert1       | 17 | —  | —  |
| 1987 | Feuerland1                       | 16 | —  | —  |
| 1987 | Phönix                           | 26 | —  | —  |
| 1988 | Gänsehaut                        | 5  | 7  | —  |
| 1988 | Hermine                          | 26 | —  | —  |
| 1988 | Casa Nova                        | 32 | —  | —  |
| 1991 | Ich will dich haben              | —  | —  | 23 |
| 1992 | Gustav                           | 69 | —  | —  |
| 1992 | Unter die Haut                   | 41 | —  | —  |
| 1992 | Panik-Panther                    | 24 | —  | —  |
| 1993 | Benjamin                         | 49 | —  | —  |
| 1995 | Kosmos                           | 44 | —  | —  |
| 1996 | Und ewig rauscht die Linde       | 39 | —  | —  |
| 1997 | Belcanto2                        | 29 | —  | —  |
| 1998 | Zeitmaschine                     | 49 | —  | —  |
| 2000 | Der Exzessor                     | 40 | —  | —  |
| 2001 | Ich schwöre – Das volle Programm | 80 | —  | —  |
| 2001 | Balladen                         | 91 | —  | —  |
| 2002 | Atlantic Affairs                 | 76 | —  | —  |
| 2003 | Der Panikpräsident               | 18 | —  | —  |
| 2005 | Absolut                          | 65 | —  | —  |
| 2008 | Stark wie zwei                   | 1  | 10 | 6  |
| 2016 | Stärker als die Zeit             | 1  | 7  | 2  |

D: Németország, A: Ausztria, CH: Svájc
1 Udo Lindenberg & Panikorchester

2 Udo Lindenberg & Das Deutsche Filmorchester Babelsberg